# Kieron Bowie
Kieron Thomas Bowie (* 21. September 2002 in Kirkcaldy) ist ein schottischer Fußballspieler, der Hibernian Edinburgh unter Vertrag steht.

## Karriere

### Verein
Kieron Bowie wurde in Kirkcaldy, in der Region Fife geboren. Bowie spielte zunächst Jugendfußball bei den Glenrothes Strollers und danach in der Fife Elite Football Academy, bevor er 2018 zu den Raith Rovers wechselte. Mit gerade einmal 16 Jahren trainierte er regelmäßig mit der ersten Mannschaft der Rovers, bevor er im Februar 2019 bei einem 4:1-Sieg gegen den FC Montrose sein Debüt in der dritten schottischen Liga gab. Drei weitere Einsätze folgten bis zum Ende der Saison 2018/19, darunter sein erster Startelfeinsatz am letzten Spieltag. Nachdem er seine ersten Erfahrungen gesammelt hatte, kam Bowie in der folgenden Saison zunächst in allen vier Ligapokalspielen der Rovers zum Einsatz bei dem ihm ein Tor gegen den FC Peterhead gelang. Im weiteren Saisonverlauf erkämpfte er sich einen Stammplatz. Er absolvierte insgesamt 37 Einsätze in allen Wettbewerben, erzielte 10 Tore, bereitete fünf vor und verhalf den Rovers zum Titelgewinn in der League One.
Bowie wechselte am 1. Juli 2020 offiziell zum FC Fulham, nachdem im Februar eine Vorvertragsvereinbarung getroffen worden war und der Verein aus London einen sechsstelligen Betrag gezahlt hatte. In Fulham kam Bowie zunächst in der U18- und später in der U23-Mannschaft in der Premier League 2 zum Einsatz. Mit Fulhams U18-Mannschaft gewann er 2021 den Titel in der Premier League South und mit der U23-Mannschaft 2022 den Titel in der Premier League 2. Nachdem er seit seinem Wechsel nach Fulham zwei Jahre zuvor noch ohne ein einziges Spiel in der ersten Mannschaft geblieben war, wurde der 19-Jährige Bowie im Juli 2022 an den englischen Viertligisten Northampton Town verliehen. Northampton verhalf er zum Aufstieg in die League One, als er in 40 Pflichtspieleinsätzen fünf Tore für die „Cobblers“ erzielte. Im Juli 2023 wurde Bowie erneut für eine Saison an Northampton Town verliehen. In seinen beiden Spielzeiten für den Verein kam er auf 81 Ligaspiele und erzielte dabei 14 Tore.
Im August 2024 unterschrieb Bowie für eine Ablösesumme von 600.000 Pfund einen Vertrag beim schottischen Erstligisten Hibernian Edinburgh. Nachdem der 21-jährige Stürmer sein Debüt für die „Hibs“ am 11. August 2024 gegen Celtic Glasgow gegeben hatte, und danach in drei weiteren Spielen als Einwechselspieler zum Einsatz gekommen war, und ein Tor gegen den FC Dundee erzielte, verpasste er die nächsten vier Monate der Saison 2024/25 aufgrund einer Oberschenkelverletzung, die er sich im September 2024 bei einem Spiel für die schottische U21-Nationalmannschaft zugezogen hatte.

### Nationalmannschaft
Kieron Bowie wurde im Mai 2021 zum ersten Mal in die schottische U21-Nationalmannschaft berufen. Seinen ersten Einsatz im Nationaltrikot absolvierte er als Einwechselspieler bei einer 1:2-Niederlage gegen Nordirland am 2. Juni 2021. Bei seinem zweiten Einsatz für die U21-Nationalmannschaft im September 2022 erzielte Bowie ein Tor bei einem 3:1-Sieg gegen Nordirland. Im Oktober 2023 gelangen dem Stürmer zwei weitere Tore gegen Ungarn und Malta.